# Отфінув
Отфінув (пол. Otfinów) — село в Польщі, у гміні Жабно Тарновського повіту Малопольського воєводства.
Населення — 786 осіб (2011).

## Демографія
Демографічна структура станом на 31 березня 2011 року:
|          | Загалом | Допрацездатний вік | Працездатний вік | Постпрацездатний вік |
| -------- | ------- | ------------------ | ---------------- | -------------------- |
| Чоловіки | 390     | 73                 | 272              | 45                   |
| Жінки    | 396     | 61                 | 236              | 99                   |
| Разом    | 786     | 134                | 508              | 144                  |